# Конрад III Гуискард (Урзлинген)
Конрад IIII Гуискард фон Урзлинген (на немски: Konrad III Guiscard von Urslingen; † 1279) от род Урслинген/Урзлинген е херцог на Сполето (1227/1267).
Той е син на херцог Конрад II от Сполето († 1251) и внук на Конрад I († 1202), херцог на Сполето, граф на Асизи. Фамилията му произлиза от Урслинген/Урзлинген (днес част от Дитинген в Баден-Вюртемберг).

## Фамилия
Той се жени за принцеса Агнес фон Тек (* ок. 1235; † 1261), дъщеря на херцог Конрад I фон Тек († 1244/1249). Те имат децата:
- Райналд IV фон Урзлинген († сл. 1299), херцог на Урзлинген, женен за Аделхайд от Сардиния († сл. 1301), дъщеря на крал Енцио от Сардиния († 11 март 1272) (Хоенщауфен)
- Анна фон Урзлинген († сл. 1284), омъжена за Хайнрих фон Лупфен († сл. 1324)
- Хайнрих фон Урзлинген († сл. 1303), херцог на Урзлинген